# Paul Lohéac
Paul Lohéac est un médecin et chirurgien français, né le 12 mars 1905 à Gourin et mort le 28 avril 1983 à Gourin.

## Biographie
Paul Édouard Marie Lohéac est le fils de Joseph Aimé Paul Marie Lohéac, docteur en médecine, et de Cécile Marie Roger. Il suit ses études à la faculté de médecine de Lille, dont il sort docteur en 1928. Interne des hôpitaux de Lille, chef de clinique de la Faculté catholique de Lille, il crée la clinique chirurgicale Saint-Anne dans sa ville natale de Gourin en 1937.
En mai 1944, le résistant Jean-Louis Scotet (dit Job la Mitraille), gendarme qui avait rejoint les Francs-tireurs et partisans, chef du maquis des Montagnes-Noires, est grièvement blessé. Le 6 mai, il l'opère clandestinement dans sa clinique de Gourin. 
Lohéac est arrêté pour soins clandestins aux maquisards le 24 mai 1944 et, après avoir été envoyé à Quimper puis à Rennes et au camp de Compiègne, est transféré au camp de concentration de Neuengamme le 28 juillet 1944. Le matricule 39936 lui est attribué à son arrivée. Durant cette période d'emprisonnement, il est envoyé dans plusieurs kommandos d'Hambourg, avant de devenir médecin dans la prison centrale de Hambourg puis dans le kommando Spaldingstrasse. Gravement atteint par le typhus, il finit à Sandbostel, jusqu'à la libération par les troupes britanniques en 1945.
Après sa libération, il rentre à Gourin, reprenant la direction de sa clinique. À sa retraite, laissant la direction à son fils le Dr René Lohéac, il part en mission humanitaire au Burkina Faso.
Il est président de l'association sportive Jeanne d'Arc et le président-fondateur du syndicat d'initiative de Gourin.

## Travaux
- Les tumeurs des capsules surrénales (1928)
- Un médecin français en déportation, Neuengamme et kommandos (1949 - Prix littéraire de la Résistance 1991)
- Cinq semaines de chirurgie en Haute-Volta. Notes sur un séjour Africain (1977)

## Distinctions
- Chevalier de la Légion d'honneur
- Médaille de la Résistance
- Médaille d'honneur des épidémies
- Prix littéraire de la Résistance (1991)
- Paul Harris Fellow (it)

## Hommages
- Espace Paul-Lohéac, Gourin
- Rue Paul-Lohéac, Gourin